# Джемини-4
«Дже́мини-4» (англ. Gemini 4) — американский пилотируемый космический корабль, выполнивший полёт в космос 3 — 7 июня 1965 года под управлением астронавтов Национального космического агентства США Джеймса МакДивитта и Эдварда Уайта (второй отряд НАСА, набор 1962 года).
Старт «Джемини-4» стал 8-м  пилотируемым космическим полётом США, четвёртым в программе «Джемини» (вторым пилотируемым полётом с использованием ракеты-носителя «Титан») и первым полётом, управляемым не с мыса Канаверал, а из Центра управления полётами в Хьюстоне. С учётом высотных полётов американского ракетоплана «X-15» это был 18-й полёт человека на высоту свыше 100 км (необходимое требование регистрации космического полёта по классификации ФАИ).
Особенностью полёта стал первый выход в открытое космическое пространство американского астронавта, во время которого Эдвард Уайт 20 минут находился вне корабля, пристрахованный к нему специальным фалом. Также экипаж «Джемини-4» были первыми астронавтами, использовавшими нашивки флага США на своей экипировке. Запуск корабля впервые транслировался в прямом эфире на международную аудиторию.

## Экипажи

### Основной экипаж
- Джеймс Олтон МакДи́витт (англ. McDivitt James Alton) (первый полёт, за ним последовал «Аполлон-9» 3 — 13 марта 1969 года) — командир
- Эдвард Хиггинс Уайт (англ. White Edward Higgins) (первый полёт; погиб 27 января 1967 года при подготовке к миссии «Аполлон-1») — пилот

### Дублирующий экипаж
- Фрэнк Фредерик Борман (англ. Frank Frederick Borman) — командир
- Джеймс Артур Ловелл (англ. James "Jim" Arthur Lovell, Jr.) — пилот

## Символика
Миссия имела позывной «Джемини-4». Первоначально экипаж намеревался назвать свою миссию «Американский Орёл», однако от этого имени пришлось отказаться после того, как управление НАСА выпустило записку, в которой говорилось, что они не хотели бы повторения истории, случившейся с предыдущей миссией, когда Гас Гриссом шутливо назвал свой корабль «Молли Браун».
На костюмах астронавтов не было никаких нашивок — они были созданы НАСА много позднее полёта. Так как экипажу не было позволено дать имя своему космическому кораблю, астронавты решили намекнуть на него, поместив на свои костюмы американский флаг — таким образом, они оказались первым экипажем с такой символикой (у предыдущих астронавтов на костюмах была размещена только эмблема НАСА и планка с именем, а у советских экипажей на шлемы скафандров наносилась надпись «СССР»).

## Задачи полёта
Полёт «Джемини-4» был рассчитан стать первым многодневным полётом американского пилотируемого космического корабля, призванным подтвердить возможность человека длительно находиться в космическом пространстве, что было необходимо для воплощения заявленной президентом Кеннеди 12 сентября 1962 года Лунной программы — достижения Луны и возвращения астронавтов на Землю.
Второй задачей 4-дневного 62-виткового полёта была отработка сближения и совместного полёта с отработавшей второй ступенью ракеты-носителя «Титан III».
Ещё одной, исходно не планируемой целью, стал первый выход американского астронавта за пределы космического корабля. НАСА, обеспокоенное отставанием от СССР в космической гонке, сделала выход в открытый космос одной из главных задач после успешного полёта советского космического корабля «Восход-2» и выхода в открытый космос космонавта Алексея Леонова 18 марта 1965 года.

## Полёт

### Старт
Старт был произведён 3 июня 1965 года в 15:15:59 (UTC) с 19-й площадки базы ВВС США на мысе Канаверал За исключением замеченных моментов осевой вибрации ракеты-носителя «Титан», запуск прошёл без замечаний.
При старте корабля впервые проводилась международная телетрансляция запуска через спутник «Intelsat I»: кроме американцев, видеть старт корабля «Джемини-4» в реальном времени могли жители двенадцати европейских государств. Интерес прессы и телевидения к спутниковой трансляции и новому Центру управления полётами в Хьюстоне был столь высок, что НАСА пришлось арендовать помещения для размещения 1100 журналистов, запросивших аккредитацию.

### Сближение с ракетной ступенью
Попытка сближения с отработавшей второй ступенью ракеты-носителя, предпринятая на первом витке полёта, показала космическим инженерам всю чуткость орбитальной механики. Когда астронавты включили маневровые двигатели, предварительно развернув их по направлению к ракетной ступени, обнаружилось что их корабль стал удаляться и одновременно снижаться относительно неё. После нескольких безуспешных попыток приблизиться и растрачивания половины топливного запаса маневровых двигателей МакДивитт и Уайт с согласия Хьюстона отказались от этой цели. Было принято решение, что выход в открытый космос — более важная задача, чем сближение, которое можно выполнить при следующих полётах (впоследствии успешное сближение действительно было выполнено, для этого догоняющему кораблю предварительно пришлось перейти на более низкую и более быструю орбиту).

### Выход в открытый космос
Эдвард Уайт выполнил первый выход в открытый космос с борта американского корабля. Фотоснимки МакДивитта, запечатлевшие этот выход, стали всемирно известны.
Первоначально планировалось, что выход будет совершён во время второго орбитального витка, однако астронавты перенесли его на третий, поскольку МакДивитту показалось, что Уайт выглядит уставшим и возбуждённым после старта и неудачного сближения со ступенью «Титана». После непродолжительного отдыха экипаж приступил к выполнению программы выхода. Разгерметизация кабины была начата, когда корабль находился над прибрежным австралийским городом Карнарвон, где НАСА имела собственную станцию слежения за космическими объектами. Механизм открытия люка слегка заклинило, и астронавтам пришлось потратить некоторое время, чтобы суметь открыть его.
Пристраховавшись фалом, Уайт подал кислород в ручное двигательное устройство и вылетел из кабины. Отлетев на несколько метров, он начал выполнять эксперименты по маневрированию. Обнаружилось, что выполняются они легко, а повороты и вращения не приводят к повышенному расходу топлива, как он предполагал.
Пока Уайт летал вокруг корабля, МакДивитт фотографировал его. Через 15 минут и 40 секунд Уайт получил от Хьюстона команду вернуться в корабль. «Это самый печальный момент в моей жизни», — прокомментировал он. С первого раза закрыть люк астронавтам не удалось — его механизм отказался фиксироваться. Только совместными усилиями Уайт и МакДивитт смогли притянуть рукоятку и добиться фиксации. Как писал позднее Сернан, «Эд настолько перегрелся, пытаясь влезть обратно в корабль и закрыть люк, что остывал потом в течение нескольких часов» (о проблемах Леонова при возвращении на свой корабль американцам тогда не было известно).
- Эдвард Уайт выходит в открытый космос
- Эдвард Уайт у открытого люка
- Эдвард Уайт в открытом космосе
- Ручное двигательное устройство HHMU[англ.]

### Эксперименты
За время оставшегося полёта экипажем «Джемини-4» было выполнено одиннадцать различных экспериментов.
Эксперимент D-8 заключался в измерении излучения в пространстве вокруг корабля с помощью пяти дозиметров. Особый интерес вызвало обнаружение Южно-Атлантической аномалии: уровень радиации над этим регионом были значительно выше, чем в других местах. В ходе эксперимента D-9 астронавты должны были с помощью секстанта по звёздам определить положение своего корабля. Эксперименты 5-5 и 5-6 представляли собой фотографирование 70-миллиметровой камерой Hasselblad облаков и земной поверхности под кораблём.
Также в ходе полёта были проведены два медицинских эксперимента: M-3 и M-4. Первый из них — упражнения на пружинном эспандере. По словам Уайта, его желание напряжённо трудиться на тренажёре падало в течение полёта. МакДивитт предполагал, что это, возможно, было вызвано нехваткой сна. Вторым был эксперимент по снятию фонокардиограммы. Через прикреплённые датчики улавливался пульс космонавтов; особое внимание уделялось моменту старта, выходу в открытый космос и посадке.
Кроме того, астронавтами было выполнено 4 инженерных эксперимента. MSC-1 — измерение электростатического заряда в корабле, MSC-2 — протон-электронный спектрометр, MSC-3 — трёхкоординатный магнитометр и MSC-10, в ходе которого экипаж фотографировал красно-синий лимб Земли.

### Посадка
На 48-м витке из-за случайного изменения содержимого памяти произошёл сбой в работе бортового компьютера производства фирмы IBM, по вине чего спускаемый аппарат не смог произвести посадку там, где это было запланировано. Накануне компания дала в журнале Wall Street Journal рекламное объявление, в котором расхваливалась надёжность компьютеров IBM, — «столь высокая, что ими пользуются даже в НАСА».
После выполнения программы полёта в начале 61-го витка на корабле сработала система ориентации и включились тормозные двигательные установки. На высоте 120 километров астронавты начали закручивать корабль, чтобы повысить его устойчивость. На высоте 27 километров они стали замедлять вращение и на высоте 12 километров прекратили его. Вскоре после этого был раскрыт тормозной парашют; основной парашют раскрылся уже на высоте 3230 метров. Посадка была жёсткой, но никто из членов экипажа не пострадал.
Несмотря на то, что они сели в 80 километрах от намеченной точки приземления, некоторые спасательные суда заранее начали выдвигаться к месту их приземления. Кроме того, за посадкой велось наблюдение с борта специального вертолёта. 7 июня спускаемый аппарат, как и планировалось, был поднят на борт авианосца Wasp.

### Продолжительность полёта
Астронавтами «Джемини-4» был установлен новый рекорд продолжительности полёта, что позволило снизить обеспокоенность учёных последствиями длительного пребывания людей в космосе. Управление впервые проводилось из нового Центра управления полётами, расположенного недалеко от Хьюстона, который, в отличие от используемого до этого центра на мысе Канаверал, был подготовлен для трёхсменной работы, необходимой при управлении многодневными полётами.

## Спускаемый аппарат
Спускаемый аппарат «Джемини-4» в настоящее время выставляется в Смитсоновском национальном музее авиации и космонавтики в Вашингтоне.

## Параметры полёта[3]
- Масса: 3,574 кг
- Перигей: 162,3 км
- Апогей: 282,1 км
- Наклонение: 32,53°
- Период обращения: 88,94 минут

### Выходы в открытый космос
- Выход  — Эдвард Уайт
- Открытие люка: 3 июня 1965 года 19:34 UTC
- Начало: 19:46 UTC
- Окончание: 20:06 UTC
- Закрытие люка: 3 июня 1965 года 20:10 UTC
- Продолжительность: 20 минут